# Aeropedelloides nigrocaudus
Aeropedelloides nigrocaudus är en insektsart som beskrevs av Liu, Jupeng 1981. Aeropedelloides nigrocaudus ingår i släktet Aeropedelloides och familjen gräshoppor. Inga underarter finns listade i Catalogue of Life.